# El cas Sloane
El cas Sloane (originalment en anglès, Miss Sloane) és una pel·lícula de thriller polític del 2016 dirigida per John Madden i escrita per Jonathan Perera. La pel·lícula és protagonitzada per Jessica Chastain, Mark Strong, Gugu Mbatha-Raw, Michael Stuhlbarg, Alison Pill, Jake Lacy, John Lithgow i Sam Waterston. La pel·lícula narra la lluita d'Elizabeth Sloane, una ferotge lobbista, que intenta fer que s'aprovi una legislació sobre el control de les armes. No obstant això, es queda indefensa quan la part contrària aprofundeix en la seva vida personal.
La pel·lícula es va estrenar l'11 de novembre de 2016a a l'AFI Fest, i va comptar amb una distribució limitada als Estats Units el 25 de novembre de 2016 amb el grup EuropaCorp, abans d'ampliar-se el 9 de desembre de 2016. El 2017 es va estrenar a altres països. Va rebre crítiques generalment positives, i l'actuació de Chastain va ser especialment elogiada. Malgrat això, va ser una decepció de taquilla, ja que només va recaptar 9 milions de dòlars contra el seu pressupost de 13-18 milions.
Es va doblar al català el 2017. Es va emetre per primer cop a TV3 el 21 de gener de 2022 i també se'n va fer una versió en valencià per À Punt, que va emetre-la el 13 d'agost del mateix any.

## Sinopsi
Elizabeth Sloane és una lobbista ambiciosa i implacable que organitza una campanya de suport a un projecte de llei a favor del control d'armes a Washington DC. Se serveix de tots els recursos que té a l'abast, de vegades traspassant línies èticament discutibles. I sempre surt disposada a guanyar. Fins que li arriba l'oportunitat de la seva vida, però també la missió més difícil de la seva carrera, que fa que el preu de la victòria pugui ser massa alt.

## Repartiment
- Jessica Chastain com a Madeline "Elizabeth" Sloane
- Mark Strong com a Rodolfo Schmidt
- Gugu Mbatha-Raw com a Esme Manucharian
- Alison Pill com a Jane Molloy
- Michael Stuhlbarg com a Pat Connors
- Sam Waterston com a George Dupont
- John Lithgow com a senador Ron M. Sperling
- David Wilson Barnes com a Daniel Posner
- Jake Lacy com a Rob Forde
- Raoul Bhaneja com a R.M. Dutton
- Chuck Shamata com a Bill Sanford
- Douglas Smith com a Alex
- Meghann Fahy com a Clara Thomson
- Grace Lynn Kung com a Lauren
- Al Mukadam com a Ross
- Noah Robbins com a Franklin Walsh
- Lucy Owen com a Cynthia Green
- Sergio Di Zio com a Big Sam
- Joe Pingue com a Little Sam
- Michael Cram com a Frank McGill
- Dylan Baker com a Moderator
- Zach Smadu com a Ramirez
- Austin Strugnell com a Travis
- Alexandra Castillo com a Pru West
- Jack Murray com a Buzzcut
- Christine Baranski com a Evelyn Sumner
- Aaron Hale com a Junior Spencer
- Greta Onieogou com a Greta